# EPrix van Sanya
De ePrix van Sanya is een race uit het Formule E-kampioenschap. In 2019 maakte de race haar debuut op de kalender als de zesde race van het vijfde seizoen. Het is de tweede ePrix die in China is gehouden, nadat in de eerste twee seizoenen van het kampioenschap een ePrix van Peking werd gehouden. De race wordt gehouden op het Haitang Bay Circuit.

## Geschiedenis
De eerste ePrix van Sanya werd gehouden op 23 maart 2019. De race werd gewonnen door regerend kampioen Jean-Éric Vergne, die zijn eerste zege van het seizoen behaalde.
De tweede editie van de ePrix stond gepland op 21 maart 2020, maar vanwege de uitbraak van het coronavirus in China is deze race geschrapt.

## Resultaten
| Editie | Seizoen   | Circuit | Winnaar                                      | Tweede                       | Derde                                            | Pole position                | Snelste ronde                                |
| ------ | --------- | ------- | -------------------------------------------- | ---------------------------- | ------------------------------------------------ | ---------------------------- | -------------------------------------------- |
| 1      | 2018-2019 | Sanya   | Jean-Éric Vergne DS Techeetah Formula E Team | Oliver Rowland Nissan e.Dams | António Félix da Costa BMW i Andretti Motorsport | Oliver Rowland Nissan e.Dams | Jean-Éric Vergne DS Techeetah Formula E Team |